# Det Bästa (tidskrift)

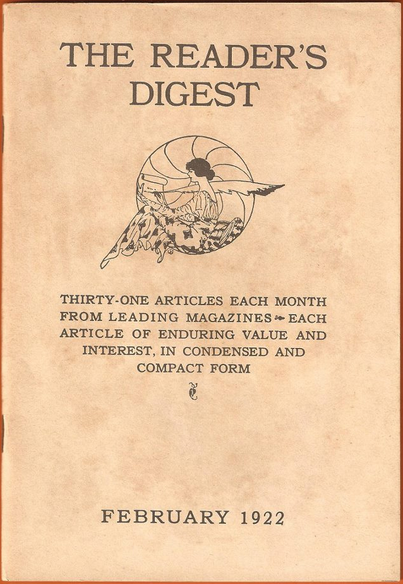
Första numret av Reader's Digest från 1922.

Det Bästa är en tidskrift som har givits ut i Sverige sedan mars 1943, lösnummerpriset var då 50 öre. Moderupplagan, Reader's Digest, började ges ut i USA 1922. Grundidén var att spara tid åt de amerikanska soldaterna, som var huvudmålgruppen, genom att samla utvalda artiklar, ofta förkortade, i en enda tidskrift. På 2000-talet började även den svenska tidskriften använda samma namn som moderupplagan. Sedan oktober 2012 ger Mailbox-Meda AS ut den svenska utgåvan på licens.

## Inslag
Genom åren har bland andra följande fasta inslag funnits i den svenska utgåvan:
- Utvidga ditt Ordförråd - tjugo ord med upp till fyra alternativa betydelser
- I vår Herres Hage - läsarna berättar om egna, dråpliga upplevelser
- Ett Gott Skratt - roliga, påhittade historier
- Medicinskt Nytt - medicinska nyheter presenteras
- Värt att Veta - läsarfrågor om allt mellan himmel och jord får svar
- Arbetslivat - läsarna skickar in självupplevda lustigheter från arbetslivet
- Tänkvärda Tankar - kluriga citat, ordspråk och funderingar
- Utmaningen - pyssel och klurigheter med lösningar
- Månadens Bok - en förkortad lite längre berättelse, novell eller roman

Förutom tidskriften gav bolaget under många år ut böcker, bland andra Det Bästas Bokval 1956-2011, skivor och filmer.